# La Ladera, Tenamaxtlán
La Ladera är en ort i Mexiko.   Den ligger i kommunen Tenamaxtlán och delstaten Jalisco, i den centrala delen av landet, 500 km väster om huvudstaden Mexico City. La Ladera ligger 1 477 meter över havet och antalet invånare är 179.
Terrängen runt La Ladera är kuperad österut, men västerut är den platt. Terrängen runt La Ladera sluttar söderut. Runt La Ladera är det ganska glesbefolkat, med 21 invånare per kvadratkilometer. Närmaste större samhälle är Tenamaxtlán, 1,8 km nordväst om La Ladera. Omgivningarna runt La Ladera är en mosaik av jordbruksmark och naturlig växtlighet.